# Walter von Hagens
Walter von Hagens (* 30. Dezember 1873 in Berlin; † 8. Februar 1958 ebenda) war ein deutscher Richter, der zeitweise in Diensten des Auswärtigen Amtes und der Freien Stadt Danzig stand.

## Leben
Als Sohn des 1910 nobilitierten Karl von Hagens und dessen zweiter Ehefrau Klara Zimmermann studierte Walter von Hagens an der Rheinischen Friedrich-Wilhelms-Universität Bonn Rechtswissenschaft. 1893 wurde er Mitglied des Corps Hansea Bonn, in dem er sich als Senior bewährte.  Als Assessor unternahm er ausgedehnte Reisen nach Frankreich und England. Nach der Promotion zum Dr. iur. war er einige Jahre Landrichter in Köln und Kassel. Noch keine 40 Jahre alt, wurde er 1913 Richter am Oberlandesgericht Kassel. Als Rittmeister der Reserve zog er mit dem Thüringischen Ulanen-Regiment Nr. 6 in den Ersten Weltkrieg. Als Führer der Großen Bagage der 21. Reserve-Division wurde er mit beiden Klassen des Eisernen Kreuzes ausgezeichnet.
Nach dem Krieg für kurze Zeit auf seinen Posten in Kassel zurückgekehrt, wurde er 1920 zum Auswärtigen Amt beurlaubt. Vor einem nach dem Friedensvertrag von Versailles gebildeten Internationalen Schiedsgericht sollte er als Geheimer Justizrat die deutschen Interessen in Paris vertreten. Er nahm diese Tätigkeit zunächst von Berlin, ab 1924 von Paris aus wahr. 1928 wurde er als Senatspräsident an das Kammergericht versetzt. 1932 wählte ihn die (damals eigenstaatliche) Freie Stadt Danzig zum Präsidenten ihres obersten Gerichtshofes. Die NSDAP erhielt bei den Wahlen zum V. Volkstag im Mai 1933 die absolute Mehrheit; die Unabhängigkeit der Richter ging unter Albert Forster und Arthur Greiser verloren. Hagens legte daraufhin 1936 sein Amt nieder und zog wieder nach Berlin.
In der Nachkriegszeit war Hagens einige Jahre als Vorsitzender einer Zivilkammer noch einmal Richter, wurde erstmals Landgerichtsdirektor und war in jener Zeit auch der Vertreter des Landgerichtspräsidenten. 1952 wurde er für seine Verdienste um die Berliner Justiz mit dem Großen Bundesverdienstkreuz ausgezeichnet.
Hagens war mit Ilse Ratjen verheiratet. Die Autorin Clara von Arnim-Wiepersdorf ist ihre Tochter.

## Werke
- mit v. Holwede und Veidt: Aus drei Kriegsjahren der 21. Reserve-Division. Herborn 1918.
- Die Exterritorialität der fürstlich-liechtensteinschen Kunstsammlung in Wien. Archiv des Völkerrechts 5 (1955), S. 284–295.